# Luz María Jerez
Luz María Jerez (San Miguel de Allende, Guanajuato, 5 de julio de 1958) es una actriz mexicana.

## Biografía
Nació el 5 de julio de 1958. Empezó su carrera como actriz en el teatro en 1980, en la obra del australiano Morris West El hereje. Al año siguiente debutó en televisión, en la telenovela de Irene Sabido Nosotras las mujeres, a la vez que en 1983 debuta en cine, en la película El día que murió Pedro Infante. Desde entonces ha desarrollado una sólida carrera como actriz destacándose en todas las áreas: cine, teatro y televisión. Ha participado en puestas en escena como Juegos de alcoba, No tengo no pago, El jardín de las delicias, La Celestina, Desencuentros, La casa de Bernarda Alba, Cinco mujeres y Las arpías entre muchas otras. En cine ha actuado en películas como Silencio asesino, Noche de carnaval, Relajo matrimonial, Hasta que la muerte nos separe, La segunda noche y Castidad. Ha participado en diversas telenovelas entre las que se cuentan: en 1986 obtiene su primer protagónico en la telenovela Lista negra al lado de Eduardo Palomo luego vendrían Tú o nadie, El engaño, Yo compro esa mujer, Al filo de la muerte, Triángulo, Dos mujeres, un camino, Tres mujeres, Laberintos de pasión, en 2003 protagoniza Así son ellas, Al diablo con los guapos y Querida enemiga. También ha participado en series como Mujeres asesinas y Hermanos y detectives.
A mediados de 2010 fue elegida para hacer de Elena Molina en la telenovela argentina-mexicana Sueña conmigo.  
En 2011 vuelve a México para participar en la telenovela de Mapat L. de Zatarain Ni contigo ni sin ti, interpretando a Irene, una madre que desatiende a su familia.
Trabajó en la telenovela Un refugio para el amor, producción de Ignacio Sada Madero donde interpretó a Conny Fuentes Gil, la hermana de la villana interpretada por Laura Flores.
En 2013 se integró al elenco de la telenovela Quiero amarte, producción de Carlos Moreno Laguillo donde interpreta a Eloisa Ugarte, hermana menor de Lucrecia Ugarte de Montesinos, personaje interpretado por la primera actriz Diana Bracho.
En 2014 trabaja bajo las órdenes de la productora Giselle González Salgado en su debut en solitario en la telenovela Yo no creo en los hombres, donde compartió créditos con Azela Robinson, Rosa María Bianchi, Flavio Medina, Alejandro Camacho y Estefanía Villarreal, entre otros.

## Filmografía

### Cine
- Acapulco, la vida va (2014) - Carmen
- Todas mias (2013) - Paulina
- Castidad (2010)
- La curva del olvido (2004)
- La segunda noche (1999)
- Secuestro salvaje (1994)
- Imperio de los malditos (1992)
- Sólo con tu pareja (1991) - Paola
- La venganza de los punks (1991)
- La tentación (1991) - Genoveva
- Secuestro equivocado (1991)
- Cóndor blanco (1991)
- Ritmo, traición y muerte (1991)
- Orgía de terror (1990)
- Machos (1990)
- Hasta que la muerte nos separe (1989) - Griselda
- Operación asesinato (1989)
- Flaco flaco, pero no para tu taco (1989)
- Entrada de la noche (1989)
- Un paso al más acá (1988) - María
- Relajo matrimonial (1988)
- Adorables criminales (1987)
- Los ojos del muerto (1987)
- Astucia (1986)
- El último disparo (1985)
- Noche de carnaval (1984) - Tulia Rivera
- Buenas, y con ... movidas (1983)
- Aborto: canta a la vida (1983)
- Preparatoria (1983)
- Silencio asesino (1983) - Martita
- Los cuates de la Rosenda (1982)
- Muerte en el Río Grande (1982) - Amiga de Pat
- El día que murió Pedro Infante (1982)

### Telenovelas
- Regalo de amor (2025) - Irene Galvan
- Mi amor sin tiempo (2024) - Ana Morales
- El Conde: Amor y Honor (2024) - Duquesa Edelmira de Alba
- Marea de pasiones (2024) - Leonor Grajales[2]
- El amor invencible (2023) - Clara Pulido de Hernández[3]
- Pena ajena (2022) - Maricarmen[4]
- Quererlo todo (2020-2021) - Minerva Larraguibel de Montes[5]
- Cita a ciegas (2019) - Lorena
- Por amar sin ley (2018-2019) - Pilar Huerta
- Mi marido tiene familia (2017) - Belén Gómez Beltrán
- La candidata (2016-2017) - Noemí Ríos de Bárcenas
- Tres veces Ana (2016) - Julieta de Escárcega
- Lo imperdonable (2015) - Lucía Hidalgo
- Yo no creo en los hombres (2014- 2015) - Alma Mondragón de Bustamante
- Quiero amarte (2013-2014) - Eloísa Ugarte
- Nueva vida (2013) - Ingrid
- Un refugio para el amor (2012) -  Constanza "Conny" Fuentes Gil de San Emeterio
- Ni contigo ni sin ti (2011) - Irene Olmedo de Rivas
- Sueña Conmigo (2010-2011) - Elena Molina
- Verano de amor (2009) - Aura de Roca
- Querida enemiga (2008) - Bárbara Amezcua de Armendariz
- Al diablo con los guapos (2007-2008) - Milena de Senderos
- Código postal (2006-2007) - Irene Alonso de Rojas
- Bajo el mismo techo (2005) - Carmen
- Clap... el lugar de tus sueños (2003-2004) - Victoria
- Así son ellas (2002-2003) - Rosa Corso de Calderón
- Por un beso (2000-2001) - Fernanda Lavalle de Díaz de León
- Cuento de Navidad (1999-2000) - Brisia
- Tres mujeres (1999-2000) - Renata Gamboa
- Laberintos de pasión (1999-2000) - Marissa Cervantes
- Desencuentro (1997-1998) - Sandra Lombardo
- La antorcha encendida (1996) - Doña Catalina de Irigoyen
- El premio mayor (1995-1996) - Cristina Molina
- El vuelo del águila (1994-1995) - Doña Inés
- Dos mujeres, un camino (1993-1994) - Alejandra Montegarza
- Triángulo (1992) - Mariana Armendariz
- Al filo de la muerte (1991-1992) - Iris Salgado
- Yo compro esa mujer (1990) - Úrsula
- Tal como somos (1987-1988) - Beatriz
- Lista negra (1986-1987) - Violeta
- El engaño (1986) - Aminta Alvírez de Gunther / Mindy Gunther
- Tú o nadie (1985) - Martha Samaniego
- Nosotras las mujeres (1981-1982) - Lucila

### Programas
- Esta historia me suena (2022)
- Sin miedo a la verdad (2018) - Terapeuta
- Como dice el dicho (2013) - Natalia
- Durmiendo con mi jefe (2013) - Edith de Urrutia
- La rosa de Guadalupe (2008-2022) - Varios episodios
- Hermanos y detectives (2009) - Doctora
- Mujeres asesinas (2008)  - Clara Fernández
- Mujer, casos de la vida real (2001-2007)
- Hora marcada (1986)

### Teatro
- Un amante a la medida (2009)
- Las arpías (2009)
- Monólogos de la vagina (2008)
- Electra (2006)
- Hombres (2005)
- Trampa de muerte (2004)
- Cinco mujeres.com (2003)
- La casa de Bernarda Alba (2002)
- Desencuentros (2000)
- El viaje superficial (1997)
- Juegos de sociedad (1994)
- El jardín de las delicias (1985)
- Mi amiga la gorda (1985)
- La loba (1984)
- Sálvese quien pueda (1984)
- No tengo no pago (1984)
- La Celestina (1982-1987)
- Juegos de alcoba (1981)
- El hereje (1981)

## Premios y nominaciones

### Premios TVyNovelas
| Año  | Categoría          | Telenovela | Resultado |
| ---- | ------------------ | ---------- | --------- |
| 1986 | Mejor actriz joven | Tú o nadie | Ganadora  |

### Premios Bravo
| Año  | Categoría                            | Telenovela         | Resultado |
| ---- | ------------------------------------ | ------------------ | --------- |
| 2013 | Primera Actriz por Programa Unitario | Como dice el dicho | Ganadora  |